# 暗い太陽のパラドックス

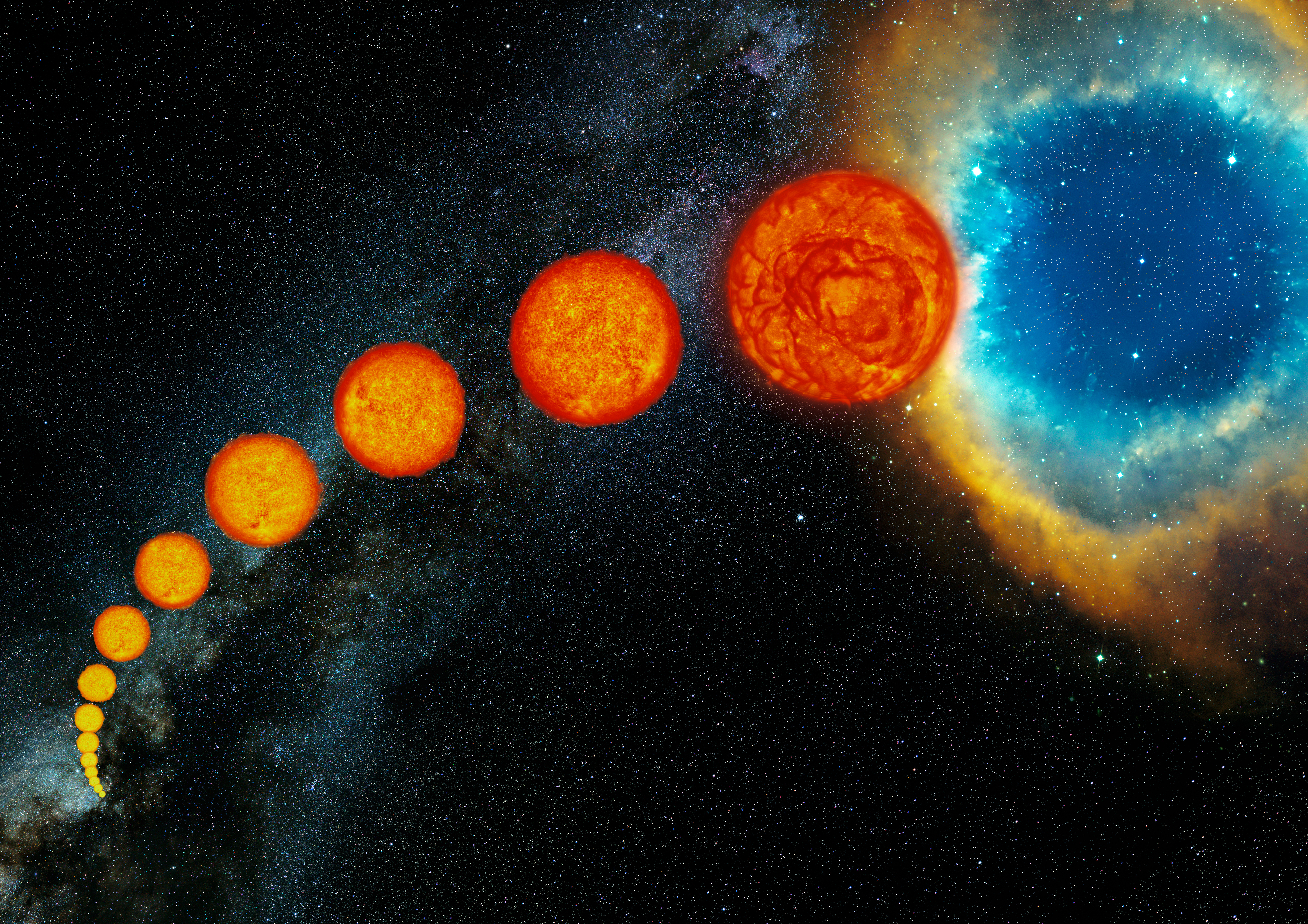
太陽型星の一生を描いた想像図。左下で主系列星として始まり、準巨星と巨星の段階を経て、外層を放出して右上の惑星状星雲に至る。

暗い太陽のパラドックス (くらいたいようのパラドックス、英: faint young Sun paradox, faint young Sun problem) とは、初期の地球に液体の水が存在していたことと、天文学的な観点からは初期の太陽の光度は現在の 70% しかなく暗かったと予想されることの間に存在する矛盾である。暗い若い太陽のパラドックスと呼ばれることもある。この問題は、1972年に天文学者のカール・セーガンとジョージ・マレンによって提起された。
パラドックスを解決するための仮説としては、温室効果を考慮するもの、その他の天体物理的な影響を考慮するものや、それらを組み合わせたものなど複数が提案されている。太陽の放射量が変動し地球の環境も大きく変動する中で、地球上で現在までの長い時間に亘ってどのように生命に適した機構が維持されてきたのかは天文学上の未解決問題である。

## パラドックスの概要

太陽の光度、半径と有効温度の時間進化および現在の値との比較。矢印で示してあるのが現在の太陽の値であり、現在の値を 1 として規格化したグラフである。赤が光度、青が半径、緑が有効温度を示す。図は Ribas (2010) より

地球の歴史の初期段階においては太陽の光度は現在の値の 70% 程度しかなく、現在に至るまで徐々に増加し続けている。そのため、当時は地球上に液体の海を維持するためには太陽の光が弱過ぎたと考えられる。このことと地球上で発見されている地質学的および古生物学的な証拠は矛盾するということが、1972年に天文学者のカール・セーガンとジョージ・マレンによって指摘された。
標準太陽モデルによると、太陽のような恒星は主系列段階の寿命の間に、核融合によって引き起こされるコアの収縮に伴って徐々に光度が上昇する。つまり、若い頃の太陽は現在よりも光度が低く暗かったと予想される。40億年前の太陽のモデルから予想される光度と、現在の地球の温室効果ガスの濃度を考慮すると、当時の地球の表面の水は全て凍りついてしまっていたことが予想される。しかし地質学的な記録からは、過去の地球表層は 24 億年前から 21 億年前までのヒューロニアン氷期の時期を除くと、継続的に比較的温暖であったことが分かっている。また、液体の水の存在と関連する堆積物は、古いものでは38億年前のものが発見されている。さらに初期の生命誕生の兆候は最も古いものは35億年前までさかのぼり、また炭素同位体は現在のものと非常によく一致している。
これらの、若い太陽は暗く、地球表面に液体の水を維持できるほどの光度を持っていなかったという理論的な推測と、地球表面には形成後の早い時期から継続的に液体の水が存在し続けていたことを示す地質学的・古生物学的な証拠は矛盾している。これが暗い太陽のパラドックスであり、解決のための有力な仮説は提案されているものの、未解決の問題となっている。

## 温室効果仮説
パラドックスを解決する仮説の1つとして、地球の大気による温室効果が挙げられている。形成直後の地球の大気は現在よりも多くの温室効果ガスを含んでいた可能性がある。二酸化炭素の濃度は高かったと考えられ、過去の二酸化炭素分圧は最大で 1,000 kPa であったと推定されている。これは、過去の地球では二酸化炭素を有機炭素と酸素に変換する細菌型光合成が無かったからである。酸素と反応して二酸化炭素と水蒸気を生成する強力な温室効果ガスであるメタンもかつては多く存在した可能性があり、体積混合比は 10-4 (100 ppm) だったと予想される。
2009年に東京工業大学の上野雄一郎らの研究者グループは地質学的な硫黄同位体の研究に基づき、太古代の大気には硫化カルボニルが含まれていたという仮説を提示した。硫化カルボニルは効率的な温室効果ガスであり、これによる温室効果の増大を考慮に入れると、地球の凍結を回避することが出来ると推定された。
2013年には、30億から35億年前の熱水水晶中に包含された液体中での窒素とアルゴンの同位体解析を元にした研究が行われた。この研究では、古代の地球大気では二窒素は大気の熱収支に関して大きな役割は持っておらず、太古代の地球大気における二酸化炭素の分圧はおそらく0.7バールよりは低かったことが示唆された。過去の窒素の存在量は、二酸化炭素の温室効果を増幅して惑星を充分に温暖に保つには少な過ぎるということが示されている。しかし論文の著者の1人は、この研究での二酸化炭素分圧の推定値は過去の化石土壌に基づく推定とは異なる高い値になっており、さらなる研究が必要ではあるものの、この値は暗い太陽の下でも地球表面に液体の水を保つのに充分な温室効果を発生させる可能性があると述べている。さらに、2012年から2016年にかけての研究では、古代の溶岩中に捕獲された雨痕や気泡の解析に基づき、27億年前の大気圧は1.1バールよりも低く、おそらくは0.23バールよりも低かっただろうという結果を示している。
また2017年には、原始的なメタン菌がメタンを生成する過程を考慮した研究が行われており、原始的な細菌による異なる2種類の光合成過程が存在すれば、パラドックスを解決するのに充分な量のメタンが大気中に蓄積される場合があるという結果が得られている。
地球植物学者のハインリヒ・ヴァルターらは、最初に大陸が形成された後の10億年間、非生物学的なタイプの炭素循環によって温度の負のフィードバックが発生すると主張した。大気中の二酸化炭素は液体の水に溶け、ケイ酸塩の風化によって生成された金属イオンと反応して炭酸塩化合物を生成する。氷河時代の間はこの循環は停止する。火山による炭素の放出によって温室効果が発生し、温暖化のサイクルが再びスタートすることになる。
スノーボールアース (全球凍結) 説によると、過去に何度か地球の海洋が完全に凍結した時期があったとされる。最も最近に起きたのは6億3000万年前だと考えられ、その後に新しい多細胞生物のカンブリア爆発が始まった。

## 多い放射性熱源

地球内部の熱収支に影響を及ぼす4種類の同位体の崩壊による放射性熱源の時間推移。^{40}K (黄)、^{235}U (赤)、^{238}U (緑)、^{232}Th (紫)。過去は ^{40}K と ^{235}U の寄与が大きく、全体の放射性熱源からの出力も高かった。

過去の地球における放射性壊変が起源の地熱では、カリウム40、ウラン235、ウラン238の崩壊による熱の放出量は現在よりもかなり大きかった。さらに、右の図ではウラン238とウラン235の間の同位体比は現在の値と大きく異なることが示されており、過去の値は現在で言う濃縮ウランの比率と本質的に等価である。そのため仮に天然ウランの鉱体が存在した場合、通常の軽水を減速材とした天然原子炉を維持できる可能性がある。従って、暗い太陽のパラドックスを放射性物質の寄与から解決しようとする説は、放射性元素の崩壊熱による効果と、存在した可能性がある天然原子炉での核反応の効果の両方を考慮する必要がある。
放射性熱源で地球を温める主要なメカニズムは直接的な加熱ではなく、初期の地球においても全体の熱量の 0.1% に満たない量である。しかし熱源が存在することで地殻の大きな地温勾配が実現され、これによって多くの脱ガスが発生するため、初期地球の大気への温室効果ガスの濃集も大きくなる。さらに、地殻深部が高温になることによって地殻鉱物による水の吸収が制限され、その結果として初期の地球は海洋からアルベドが高い土地が少しだけ顔を出しているという状態になる。このため地球はより多くの太陽放射を吸収することが出来る。

## その他の仮説

### 初期の大きな太陽質量
上記の説は、地球大気の温室効果や地熱の影響など、暗い太陽のパラドックスの原因を地球の大気や内部に求めるものであった。これは標準太陽モデルが非常に良く検証されたモデルであり、太陽の光度進化を変更するのは容易ではないと考えられてきたからである。しかし最近ではパラドックスの原因を太陽に求め、太陽の進化過程を見直すことで解決を試みる仮説も提唱されている。すなわち、過去の太陽は暗くなかったという考え方である。
恒星の質量が大きいほど光度も強くなるため、初期の太陽の質量が大きかった場合は太陽光度も強く、従って地球の海も完全な凍結を免れることが出来たと考えられる。初期の地球が凍結を起こさないためには，形成直後の太陽の質量が現在よりも 5% 程度重ければ充分であるとされる。太陽が形成されてから10億年程度かけて太陽風によって質量を放出して現在の太陽質量になった場合、太古代の地球の海は凍結せず、かつ現在の太陽質量を説明することができる。これが実現されるためには太陽風による質量の減少が大きい必要があるが、現在の太陽風による質量放出率は質量の減少に必要な量の300分の1から1000分の1程度と遥かに小さいという問題点がある。しかし若い太陽型星のライマンα線での観測では、若い太陽型星の恒星風による質量放出率は現在の太陽の100倍程度になる場合もあるという報告もあるため、過去の太陽風が非常に強かった場合はこの仮説でパラドックスが説明できる可能性がある。
しかし隕石や月面のサンプルへの太陽風イオンの注入の記録からは、太陽風の流束が上昇した時期が継続したのは1億年程度でしかないだろうという結果が得られている。若い太陽型星であるおおぐま座π1星の観測による恒星風の減少の傾向はこの結果と一致しており、過去の太陽風による質量放出が大きかったということだけではパラドックスを解決できない可能性を示唆している。

### 太陽活動および宇宙線量の変化

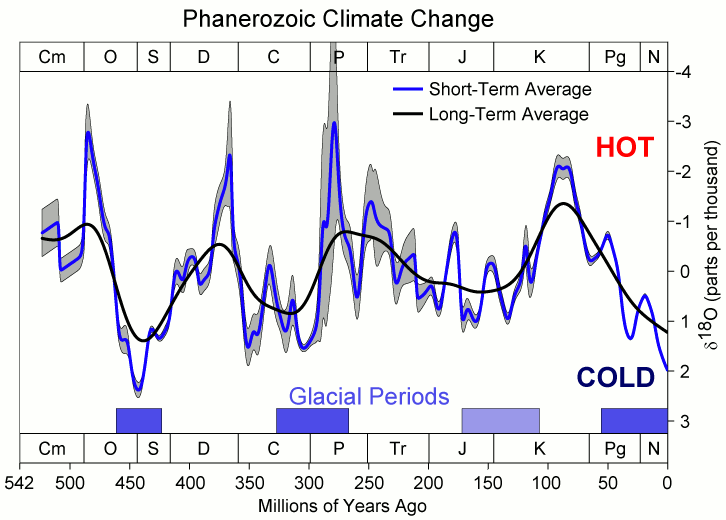
顕生代の気候変動

少数意見としては、イスラエル系アメリカ人物理学者のニール・シャヴィヴによって提唱されている、太陽風が気候に及ぼす影響に基づいた仮説がある。これは、デンマーク人物理学者のヘンリク・スベンスマルクが提唱した仮説であるスベンスマルク効果を考慮に入れたものである。この説によると、過去の太陽は現在よりも強い太陽風を放出しており、これによって地球大気への宇宙線の侵入を防ぎ、その結果として地球は温暖に保たれていたとされる。そのため初期段階では現在の地球と同程度の穏やかな温室効果によって地球が凍りつくのを充分に防ぐことが出来たとされる。
なおかつての太陽が現在よりも活発であったという証拠は、この説の提唱以前に隕石中に発見されている。
24億年前周辺での地球の温度の極小期は、銀河系内での星形成率の変動に起因する宇宙線の流束の変化に伴っている。初期に強かったと思われる太陽活動が減衰することによって地球に降り注ぐ宇宙線の流束に大きな影響がもたらされ、これが気候変動を関係しているという仮説が提唱されている。
なお、地球に降り注ぐ宇宙線量が地球の雲の生成量に影響を与えて気候変動の一因となっているというスベンスマルク効果は、それ自体がまだ仮説の段階であり、近年の研究では雲量と宇宙線量の間には見られないか、あるいは影響があってもごく小さいという報告もされている。

### 大きな潮汐加熱
数十億年前の月は現在よりもずっと地球に近い軌道を公転していた。そのため潮汐散逸による地球内部での加熱も現在よりずっと強力だったと考えられる。

### アルベドと雲生成率の違い
太古代の堆積物の調査からは、過去の大気中には現在よりも温室効果ガスが濃集していたという仮説とは一致しない結果が得られている。この時期の温暖な温度範囲はむしろ、大陸の面積が少ないことと、生物学的に生成される雲凝結核が欠乏していたことによって、地球のアルベドが低かったことで説明できる可能性がある。この場合は地球が吸収できる太陽エネルギーの量が増加するため、過去の太陽の出力が弱いことを補うことが出来る。

### 万有引力定数の時間変化
これまでに挙げた天体物理的、あるいは地球科学的な解決策とは異なり、基礎物理的な観点からの暗い太陽のパラドックスの解決を試みる仮説も存在する。それは、万有引力定数が時間変動することによって、太陽の光度および地球が受ける日射量が変化するというものである。物理定数も含めた依存性を考えると、太陽光度は太陽質量の5乗に比例し、万有引力定数の7乗に比例する。万有引力定数が変化すると地球の軌道にも影響が及ぶため、これを加味すると地球が受け取る日射量は太陽質量の7乗、万有引力定数の9乗に比例する。そのため40億年前の万有引力定数が現在よりも 2% 程度大きかった場合は、地球は完全な凍結を免れるとされる。万有引力定数の時間変化に制約を与える実験や観測は数多く行われており、連星パルサーやミリ秒パルサーの観測、月レーザー測距実験などから変化量の上限値が得られているが、40億年で 2% という値はこれらの上限値を逸脱はしていない。
なお、万有引力定数を含む物理定数が時間経過とともに変化しているという考えはポール・ディラックが大数仮説として提唱したものであり、この説では万有引力定数は時間に反比例して減少していくとされるが、この仮説は支持を得られているわけではない。

## 火星における暗い太陽のパラドックス
一般に、暗い太陽のパラドックスは地球の古気候の観点から構成される問題である。しかし古代の火星の気候においても同様の問題点が存在する。
数十億年前の火星には液体の水が存在し、水循環や池、川、降雨、さらには海洋も形成されるほどの充分な量があったと考えられている。その後火星の表面からは液体の水は失われ、現在の火星の表面は低温で乾燥した環境である。地球における暗い太陽のパラドックスと同様に過去の太陽が現在の 70% 程度の出力しか無かったことを考えると、過去の火星は現在の火星よりもさらに低温で乾燥した環境であったことになる。これは火星探査から示唆されている、過去の火星が湿潤で温暖であったという経験的な証拠とは相容れない。地球と火星の両方でのパラドックスを同時に説明するシナリオとしては、上記の過去の太陽は重かったという仮説が存在するが、観測や理論モデルからは現在のところこの説は支持されているわけではない。
その他の仮説としては、メタンのような強力な温室効果ガスが間欠的に大量に大気中に供給されたというものがある。二酸化炭素単独では、過去の火星大気圧が現在のものよりも遥かに高い場合でも、初期の火星表面に液体の水を保持できる温度に保つことはできないと考えられている。